# George Holley
George Holley (Seaham, 20 novembre 1885 – 27 agosto 1942) è stato un calciatore inglese, di ruolo attaccante.

## Carriera

### Club
Giocò per quasi tutta la carriera nel Sunderland e vi vinse un campionato inglese nel 1913. Nel 1912 fu capocannoniere della prima divisione inglese.

### Nazionale
Tra il 1909 ed il 1912 ha totalizzato complessivamente 10 presenze e 8 reti con la nazionale inglese.

## Palmarès

### Club

#### Competizioni nazionali
- Campionato inglese: 1

Sunderland: 1912-1913
- Community Shield: 1

Professionisti: 1913